# Maltské euromince

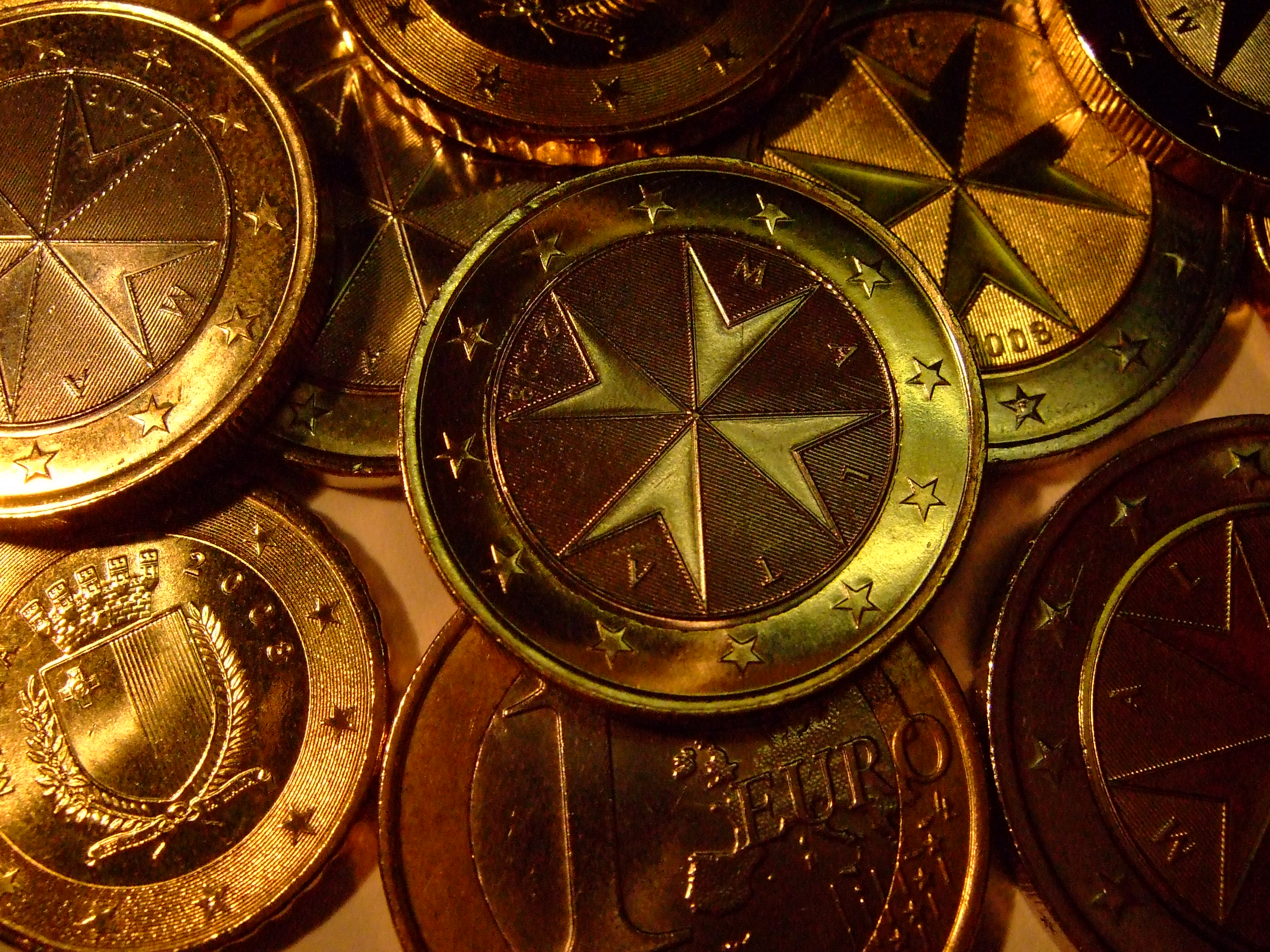
Maltské euromince

Maltské euromince se do oběhu dostaly 1. 1. 2008. Malta je členem Evropské unie od 1. května 2004 a do EMS II vstoupila 2. května 2005. 1. ledna 2008 se Malta spolu s Kyprem stala členským státem eurozóny. Měsíc leden roku 2008 byl přechodným obdobím, kdy mince a bankovky staré maltské měny – liry – byly zároveň s eurem zákonným platidlem a bylo možné je používat v běžném platebním styku. Od února 2008 už není možné používat lirové mince a bankovky. Směnný kurz liry k euru byl 1 € = 0,4293 MTL.

## Výběr motivů na mincích
Mince mají tři rozdílné motivy pro tři skupiny mincí. Vzhled mincí určila veřejnost ve dvou kolech hlasování pomocí SMS.
První kolo hlasování začalo 14. ledna 2006 a skončilo 29. ledna 2006. Lidé vybírali z 12 návrhů rozdělených do 4 témat zobrazujících různá maltská národní dědictví: prehistorická Malta, maltská renesance, maltské souostroví a maltská identita – od každého tématu tři motivy. V prvním kole zvítězily motivy křtu Ježíše, maltského státního znaku a prehistorického chrámu Mnajdra.
Druhé kolo probíhalo od 29. května do 9. června. Voliči měli rozhodnout ze tří nejúspěšnějších motivů z prvního kola a maltézského kříže. maltézský kříž získal nejvíce hlasů následován (vyobrazen na mincích 1 a 2 eura) státním znakem (mince 10, 20 a 50 centů) a chrámem Mnajdra (1, 2 a 5 centů). Motiv křtu Ježíše získal nejméně hlasů, a proto nebude zobrazen na euromincích.

## Pamětní mince

### Dvoueurové oběžné mince
Následující přehled zahrnuje 2€ pamětní mince vydané mezi roky 2009 a 2024.
1. 2009 – společná série mincí států eurozóny – 10 let od zavedení eura jako bezhotovostní měny
2. 2011 – první volení zástupci
3. 2012 – většinové zastoupení 1887
4. 2012 – společná série mincí států eurozóny – 10 let od zavedení eurobankovek a euromincí
5. 2013 – ústava z roku 1921, kterou byla Maltě přiznána samospráva
6. 2014 – 200 let maltské policie
7. 2014 – vyhlášení nezávislosti Malty v roce 1964
8. 2015 – společná série mincí států eurozóny – 30 let vlajky Evropské unie
9. 2015 – první let z Malty
10. 2015 – republika Malta 1974
11. 2016 – megalitický chrám Ġgantija
12. 2016 – úloha nadace „Malta Community Chest Fund“ ve společnosti
13. 2017 – maltské prehistorické chrámy Ħaġar Qim
14. 2017 – solidarita a mír
15. 2018 – památka světového dědictví UNESCO – chrámy Mnajdra
16. 2018 – kulturní dědictví
17. 2019 – památka světového dědictví UNESCO – pravěké chrámy Ta‘ Haġrat
18. 2019 – příroda a životní prostředí
19. 2020 – památka světového dědictví UNESCO – prehistorické chrámy Skorba
20. 2020 – hry pro děti
21. 2021 – hrdinové pandemie
22. 2021 – památka světového dědictví UNESCO – pravěké chrámy Tarxien
23. 2022 – společná série mincí států eurozóny – 35 let od zahájení programu Erasmus
24. 2022 – památka světového dědictví UNESCO – Ħal Saflieni Hypogeum
25. 2022 – 22. výročí přijetí rezoluce Rady bezpečnosti OSN č. 1325 o ženách, míru a bezpečnosti.
26. 2023 – 550. výročí narození Mikuláše Koperníka
27. 2023 – příchod Francouzů na Maltu v roce 1798
28. 2024 – včela medonosná maltská
29. 2024 – citadela ve Viktorii